# Ludwig Harms
Georg Ludwig Detlev Theodor Harms, född den 5 maj 1808 i Walsrode, död den 14 november 1865 i Hermannsburg, var en tysk predikant och missionsledare, bror till Theodor Harms.
Harms anslöt sig vid slutet av sin studietid till den pietistiska riktningen. År 1844 blev han predikobiträde hos sin far, och 1849 efterträdde han denne i Hermannsburg (Hannover). Där grundlade han en missionsanstalt, som blev medelpunkten för en omfattande verksamhet för kristendomens utbredande i Afrika, Asien, Amerika och Australien. 
Harms ville ha missionen förenad med kolonisation, missionsförsamlingarna skulle sammanväxa med moderförsamlingen, ansluta sig till dess bekännelse och levnadsordningar - idéer, som inte kunnat förverkligas. Missionen skulle vara rent luthersk och få sin bekräftelse av landskyrkans styrelse. År 1853 lät Harms bygga ett missionsskepp, som vid flera tillfällen överförde missionärer. 
Hjalmar Holmquist avger följande omdöme om Harms i Nordisk Familjebok: Han "var en enkel, flärdlös man, med varmt religiöst nit och en ovanlig förmåga att slå an på och göra sig förstådd af folket, i synnerhet landtfolket. Däruti är han kanske den främste tyske predikanten sedan Luther." 
Hans många predikosamlingar (till exempel Evangelienpredigten, 13:e upplagan 1896; på svenska har utgivits "Predikningar öfver kyrkoårets evangelier" 1860-65, 2:a upplagan 1877) hör också till de mest spridda. Dessutom utgav han berättelser, till större delen på plattyska språket, till exempel Goldene aepfel in silbernen schalen (6:e upplagan 1875; "Gyllene äpplen i silfverskålar", 1869).